# Romesh Chandra

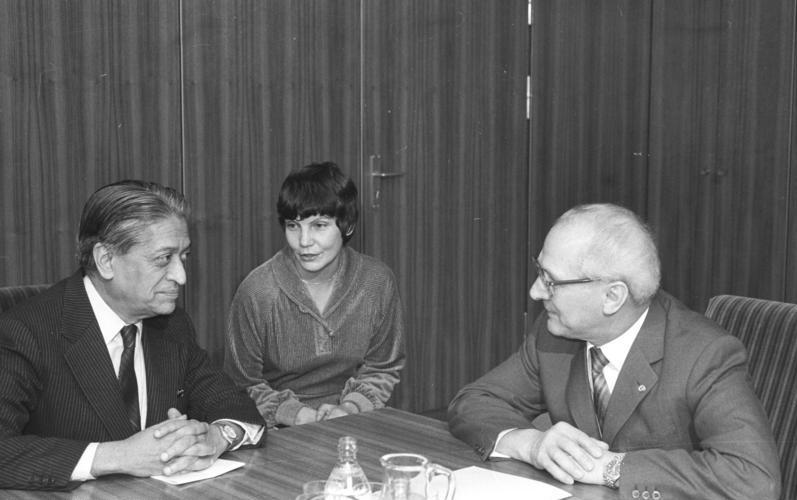
Romesh Chandra mit Erich Honecker im Gespräch, 1981

Romesh Chandra (* 30. März 1919 in Lyallpur; † 5. Juli 2016 in Mumbai) war ein indischer Journalist, Politiker und Präsident des Weltfriedensrates.

## Leben
Chandra war der Sohn von Ram Chandra und Nila geborene Swift. In Lahore und Cambridge studierte er Politik und Geschichte und schloss mit dem Prädikat eines BA with honours ab. Er beteiligte sich am Kampf um die nationale Unabhängigkeit von Indien und verbrachte eine Reihe von Jahren in Gefängnissen der britischen Kolonialmacht.
1942 wurde er zum Generalsekretär des Allindischen Studentenbundes gewählt, ab 1951 gehörte er dem Zentralkomitee (ZK) der Kommunistischen Partei Indiens (CPI) an, seit 1985 ihrem Politbüro. 1952 wurde er Generalsekretär des Allindischen Friedenskomitees, das in Jalandhar 1952, in Madras 1954 und in Bangalore 1957 tagte. Seit 1963 war Chandra Mitglied im Präsidium des Weltfriedensrates (WFR), von 1966 bis 1977 als sein Generalsekretär und seit 1977 als Präsident. 1990 wurde er zum Ehrenpräsidenten gewählt.
Durch seine Tätigkeit im Weltfriedensrat und die damit verbundene Reise- und Vortragstätigkeit, die zahllosen Gespräche und Konsultationen mit hochrangigen Regierungsvertretern aus allen Kontinenten hat er dem Weltfriedensrat einen Konsultativstatus bei den Vereinten Nationen (UNO) verschafft, der seitdem als Nicht-Regierungs-Organisation (NGO) etabliert ist. Weiter wurde er Vize-Präsident der Konferenz der NGOs mit Beraterstatus bei den Vereinten Nationen; Vize-Präsident des NGO-Sonderausschusses für Abrüstung und Vorsitzender des NGO-Sub-Komitees gegen Rassismus, Rassendiskriminierung und Apartheid, Mitglied des Bureaus (Boards) der besonderen Ausschüsse der NGO für Entwicklung und Menschenrechte; Vertreter der NGO Spezielles Sub-Komitee der Nord-Süd-Kommission und Vorsitzender des NGO-Ausschusses für Entwicklung (Vereinte Nationen, Wien). Auch zu ähnlichen internationalen Organisationen wie dem Internationalen Weltrat der Frauen für den Frieden knüpfte er Beziehungen.
Allerdings verspürte Chandra trotz partieller Fortschritte bei Friedens- und Abrüstungsschritten in bestimmten Regionen der Welt in den 1970er Jahren einen Bedeutungsverlust des WFR. In einem Rückblick auf das Jahr 1981 stellte Chandra bedauernd fest, dass die „Friedensbewegung trotz ihres beispiellosen Elans und der Massenbeteiligung heute noch nicht stark genug“ sei, um ihr Ziel zu erreichen.
In der Zeit des Kalten Krieges gehörte er zu den vom Westen angefeindeten Politikern, in denen man „Marionetten Moskaus“ sah. Die Frauenrechtlerin Aline Boccardo schreibt:

„Auch aus den Ostblock-Staaten erreichten uns über die Kontakte der UNO in Genf Publikationen. Das waren zum Beispiel Berichte über einen Weltkongress für den Frieden, Texte von Romesh Chandra […]. Romesh Chandra als Präsident des Weltfriedensrates war längst mit schlimmsten Verleumdungen als ‚roter Teufel‘ diffamiert. Ich bin ihm in der UNO mehrfach begegnet und konnte in ihm immer nur einen stillen, gütigen Mann sehen, der auch etwas von der meditativen Haltung seines Heimatlandes Indien ausstrahlte. […] Im Grunde genommen war es mir eine Lektion, wie Feindbilder eingeimpft werden: ‚Zwar kenne ich ihn nicht, aber das ist ein ganz Böser…‘“

Romesh Chandra war mit Perin Bharucha verheiratet.

## Veröffentlichungen (Auswahl)
- Weltversammlung der Erbauer des Friedens. Hrsg. vom Informationszentrum des Weltfriedensrates, Helsinki (Finnland), 1977
- Im Kampf für den Frieden der Welt (Interview). In: Einheit, Berlin 34 (1979), S. 839–844
- Die Stimme der Massen auf der Waagschale der Geschichte. Zum Internationalen Jahr des Friedens

## Ehrungen
- Internationaler Lenin-Friedenspreis 1968
- Ehrenbürger von Breslau 1979